# قلعه والف
قلعه والف (به انگلیسی: Wulff Castle) یک قلعه تاریخی در وینیا دل مار، شیلی است که در سال ۱۹۰۶ برای خانواده والف ساخته شده است.

گوستاو آدولفو والف مول تاجر سدیم نیترات و زغال‌سنگ آلمانی در سال ۱۸۸۱ به شیلی مهاجرت کرد. والف در سال ۱۹۰۴ زمینی به مساحت ۱٬۲۶۰ مترمربع در وینیا دل مار خریداری کرد. در سال ۱۹۰۶ در آن زمین یک خانه ساخت. والف در سال ۱۹۱۷ با استخدام یک معمار خانه را به قلعه تبدیل کرد.